# Lijsten- en schilderijenfabriek Martin Douven
De schilderijen- en kaderfabriek Martin Douven ("Art Factory Douven") in Leopoldsburg werd in 1928 door Martin Douven (1898-1973) opgericht. Tussen de jaren 1955-1975 was het de grootste schilderijenfabriek in Europa. De activiteiten werden in 1977 stopgezet en overgebracht naar Toronto.                                       

## Historie
Martin Douven (1898-1973) was leurder in textiel en een autodidactisch kunstschilder.  Hij was in 1918 gehuwd met Josephine Geurts. Zij hadden 9 kinderen (6 zonen en 3 dochters).                       
In 1928 stopte hij zijn activiteit als leurder en begon met succes zijn eigen schilderijtjes te verkopen in meubelzaken.                    
Van zodra zijn kinderen oud genoeg waren werden ze ingeschakeld in het schilderen volgens de methode van de ‘schildersketting’. Elk kind nam een deel van het doek voor zijn rekening en Martin Douven werkte het af. 
Later werden werknemers uit de buurt aangetrokken voor het schilderen aan de lopende band. De ene verfde een blauwe lucht, de volgende schilderde een wolkje, de derde een boom, en zo ging het verder, tot het doek af was.   
Na de tweede Wereldoorlog groeide het bedrijf uit tot een schilderijen- én lijstenfabriek.  Het bedrijf maakte zelf de lijsten en zorgde voor het inkaderen van de doeken.       
Vanaf het midden jaren ’50 werd het schilderen alleen nog door thuisschilders verricht. Ze leverden samen meer dan 5000 werken per week met de meest diverse onderwerpen (bloemstukken, landschappen, zeegezichten, portretten,...). De fabriek zelf werd volledig ingenomen voor het maken van de lijsten, het inlijsten en de wereldwijde verzendingsactiviteiten. 
Een belangrijke afnemer was Woolworths in de Verenigde Staten. Douven en het bedrijf dat inmiddels "Art Factory Douven" werd genoemd haalde daarmee de buitenlandse pers. Een Amerikaans journalist noemde Martin Douven ‘de Henry Ford van het olieverfschilderij’. 
In de jaren ’60 telde het bedrijf tweehonderd werknemers en had het een bijhuis in Aken. Met gemiddeld 250.000 stuks per jaar was het de grootste schilderijenproducent van Europa. Het bedrijf verkocht ook ingelijste reproducties en foto’s.   
Begin jaren ’70 werd een  Amerikaanse industriële partner aangetrokken: Intercraft Industries Corporation uit Chicago, marktleider in de Verenigde Staten en Canada in de branche van fotokaders en aanverwante producten.
In 1973 overleed de stichter, Martin Douven, op 74-jarige leeftijd. Zijn zoon Walter (Wally), nam de leiding over.  
In 1975 nam Intercraft Industries Corporation het bedrijf Art Factory Douven volledig over. In 1977 werden de activiteiten in Leopoldsburg stopgezet en werd de productie overbracht naar nieuwe moderne productielijnen in Toronto. 
De nog bestaande Lucas Creativ-winkels zijn een laatste getuige van Douvens onderneming. 
Er was een vriendschapsband tussen het gezin Douven en Jef Geys.  Naar aanleiding hiervan werd in 2011 een gezamenlijke tentoonstelling gehouden in het MUHKA in Antwerpen. 